# Burträsks kyrka
Burträsks kyrka är en kyrkobyggnad i Burträsk. Den är församlingskyrka i Burträsks församling i Luleå stift.

## Byggnadshistoria
Den nuvarande kyrkobyggnaden är den fjärde i ordningen på denna plats. Den invigdes 1949 och är ritad av arkitekt Bengt Romare.
Redan vid församlingens bildande 1606 fanns det med största sannolikhet en enkel timrad gudstjänstbyggnad troligen uppförd ca 1580. Mot slutet av 1600-talet blev den alltför trång och ersattes av en större korsformad kyrka. Mittskeppet var 21,5 meter och tvärskeppet 15,5 meter. Även denna blev efterhand för liten. I början av 1800-talet påtalades i samband med en visitation att kyrkans 430 bänkplatser är för få för en församling med 2 615 invånare. Krigs- och kristid fördröjde bygget men 1816 beslöt man att bygga den nya kyrkan strax norr om den gamla. Ritningarna gjordes Simeon Geting som även ritat många kyrkor i Ångermanland. Trots detta godkändes inte ritningarna av Överintendentsämbetet utan ändrades av P.V Palmroth där. Kyrkan uppfördes 1817–1823 med undantag för tornet som tillkom 1829.
År 1840 installerades en ny orgel byggd av Pehr Zacharias Strand, Stockholm. Denna orgel flyttades 1903 till Kalvträsks kyrka och kom därmed att bli bevarad för eftervärlden.  

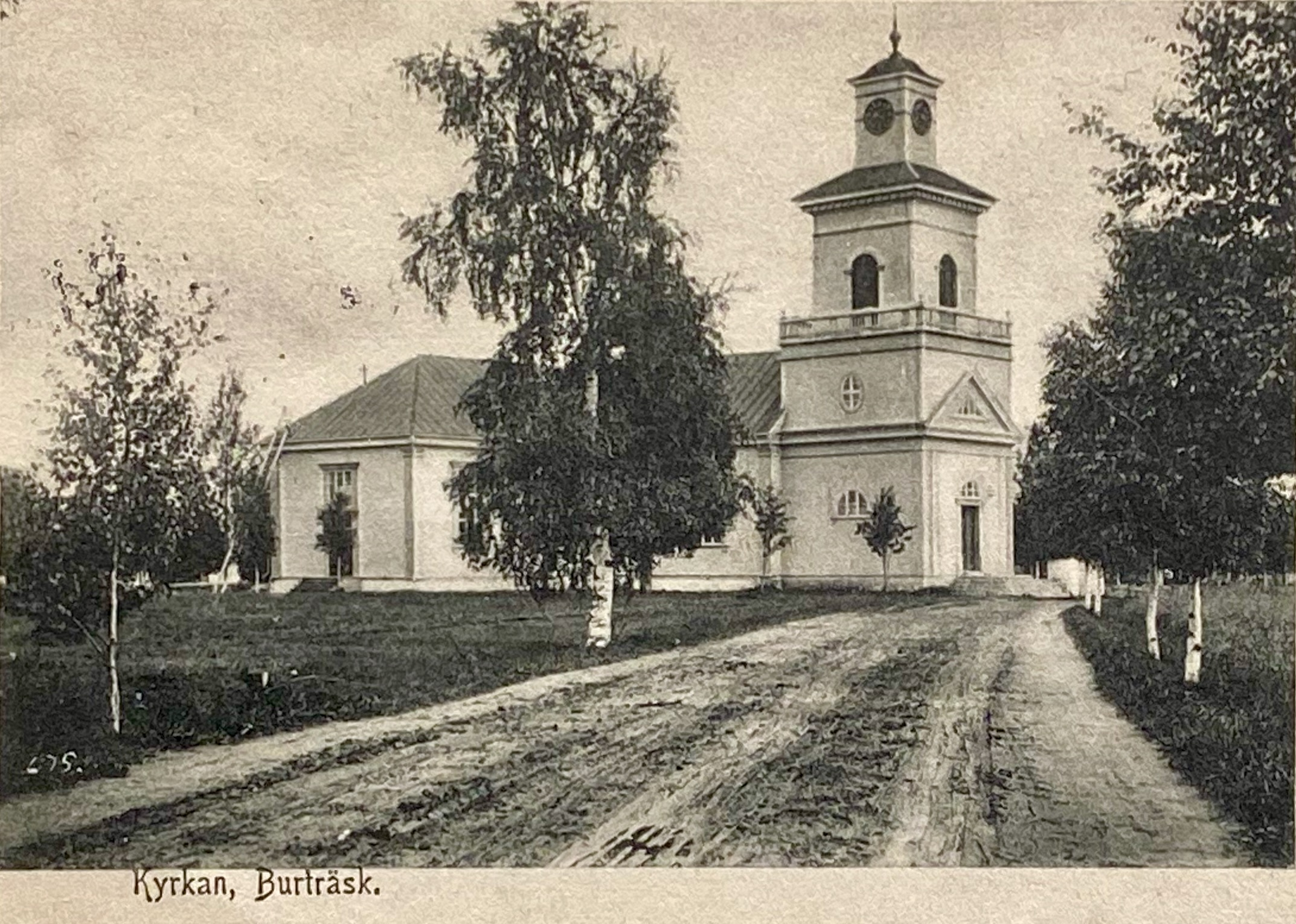
Gamla kyrkan i Burträsk. Uppförd 1817–1823. Nedbrunnen 1945.

Burträsks tredje kyrka förstördes vid en brand 27 december 1945.
Den nuvarande kyrkan är byggd i tegel med vitputsad fasad. Grundplanen är korsformad, byggnadens längd är 40 meter och bredden över korsarmarna är 35 meter. Den invändiga höjden är som mest 13 meter och mittskeppet 18 meter brett. Detta gör Burträsks kyrka till en av Norrlands största 1900-talskyrkor ifråga om invändig yta. Det sammanbyggda men sidställda tornet är 50 meter högt.
Det valmade och utskjutande taket var ursprungligen klätt med takspån. Av praktiska och underhållsmässiga skäl ändrades det till skiffer när taket behövde renoveras 1975. Stilistiskt har byggnaden influenser från olika håll. De spetsbågeformade fönstren för tankarna till gotiken, medan de invändiga proportionerna och valvformerna starkt liknar många medeltida landskyrkor, fast måtten här är ungefär dubbelt så stora. Korvalvet är ett stjärnvalv medan de övriga är kryssvalv. Det finns också drag av nationalromantikens materialrealism samt modernistiska inslag.

## Interiör och inventarier
Invändigt är väggarna i likhet med valvbågarna klädda med rött tegel, medan valvkapporna är vitputsade.
Koret domineras av en stor freskmålning i tre sektioner av den finlandssvenske konstnären Lennart Segerstråle.

### Altarfresken

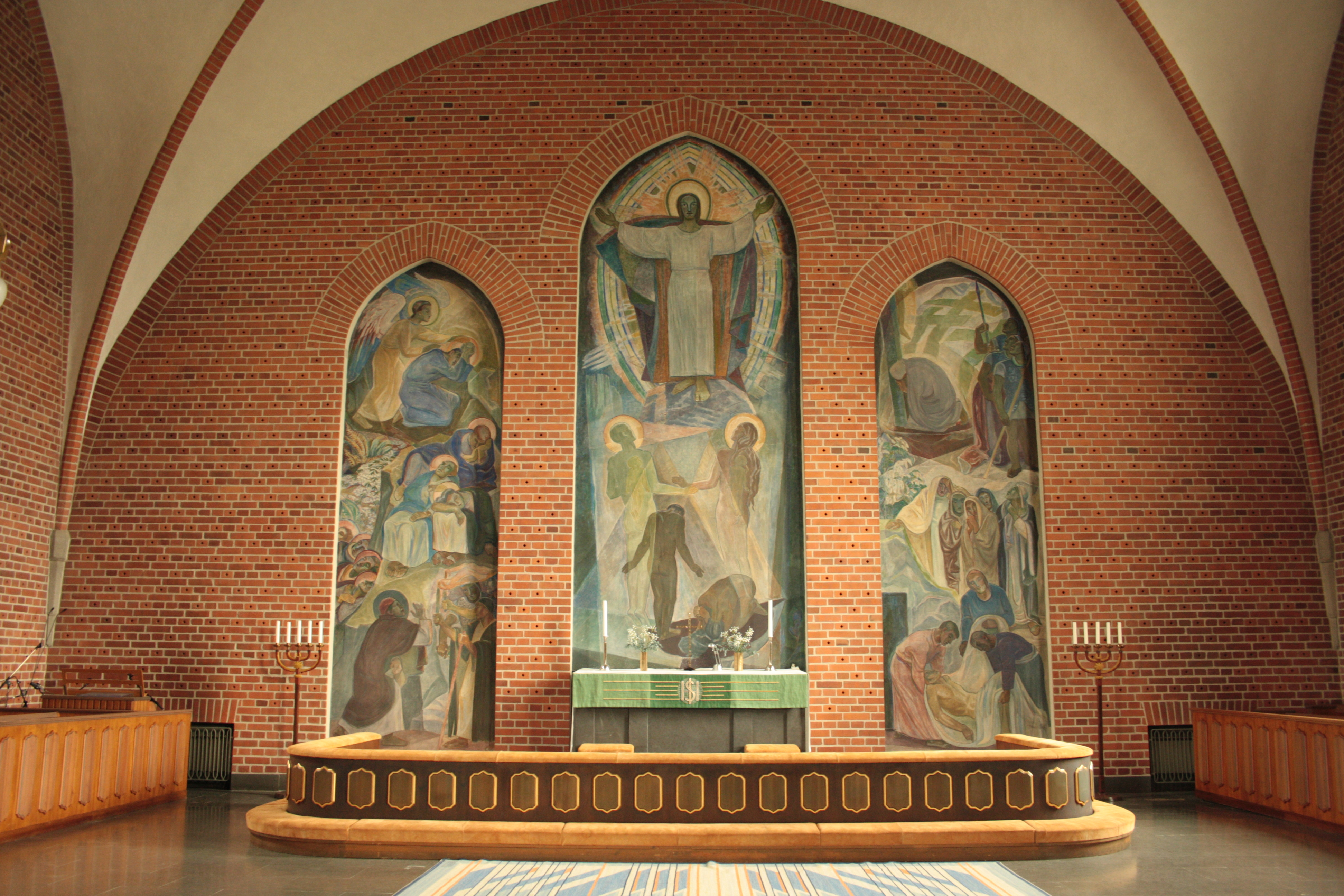
Altaret

Det vänstra fältet skildrar Jesu kamp i Getsemane. Högst upp Jesus och en ängel som kommer till honom. Där nedanför de sovande lärjungarna och längst ned förrädaren Judas, med en slocknad gloria som istället utgör en ring av mörker, när han leder soldaterna till Jesus.
Det högra fältet visar överst korset med den sörjande Maria och där nedanför Jesu gravläggning.
Mittfältet visar på den uppståndne Kristus och människans väg fram till mötet med honom. Freskerna har utförts av Lennart Segerstråle.

### Orglar

#### Läktarorgel

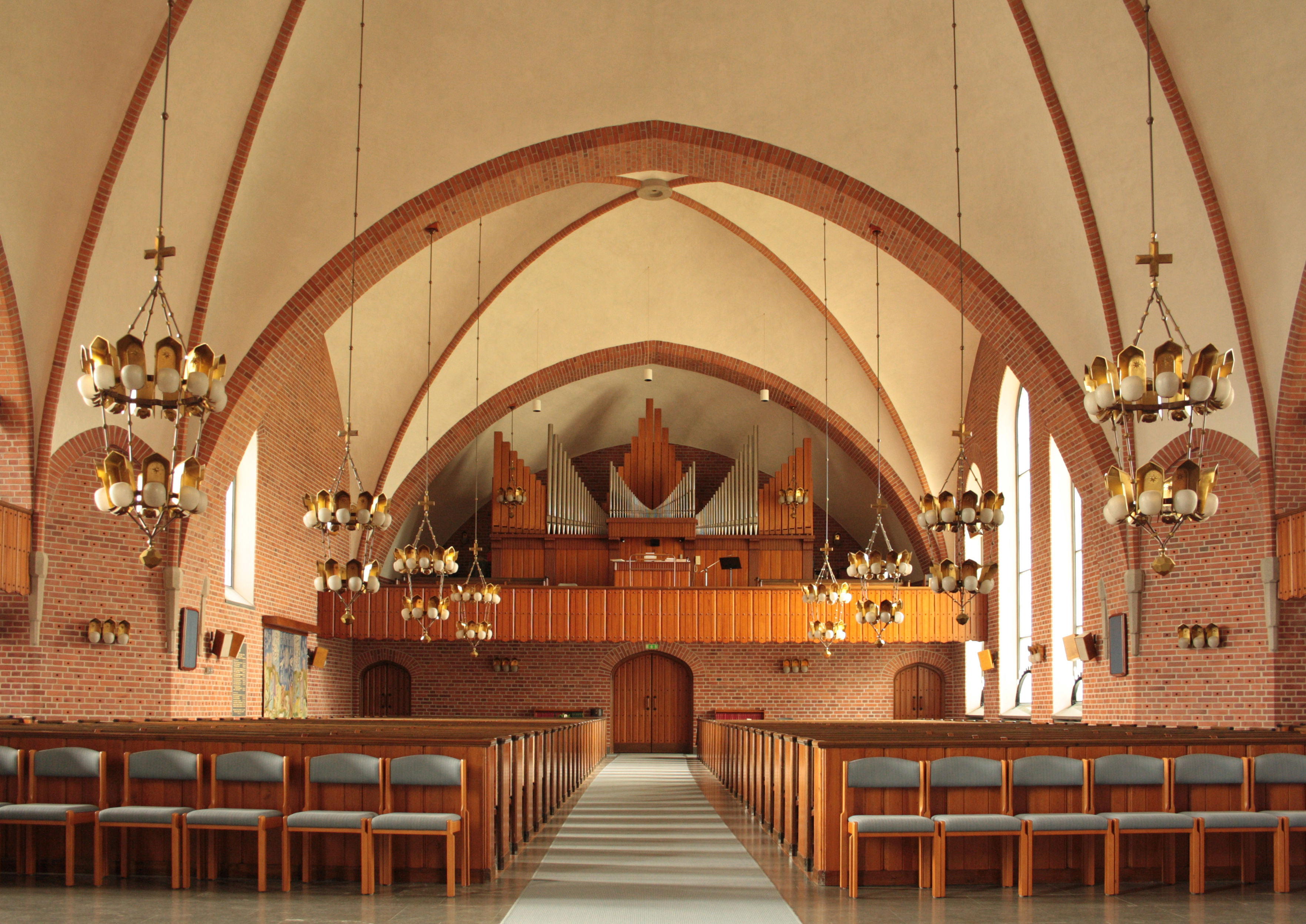
Läktarorgeln

- 1903 byggde E. A. Setterquist & Son, Örebro, en orgel med 20 stämmor fördelade på två manualer och särskild pedal.

- Läktarorgeln 1951 av Hammarbergs Orgelbyggeri, Göteborg. Den har 41 orgelstämmor enligt följande disposition:

| Manual I huvudverk - Principal 16’ - Principal 8’ - Gedakt 8’ - Oktava 4’ - Rörflöjt 4’ - Kvinta 2 2/3’ - Oktava 2’ - Mixtur IV 1 1/3’ - Cymbel III 2/3’ - Trumpet 8’ | Manual II svällverk - Rörflöjt 8’ - Spetsgamba 8’ - Principal 4’ - Blockflöjt 4’ - Nasat 2 2/3’ - Gemshorn 2’ - Kvintadena 2’ - Ters 1 3/5’ - Mixtur III 1’ - Scharff II 1/2’ - Regal 8’ - Tremulant |
| Manual III bröstverk - Gedakt 8’ - Prestant 4’ - Gemshorn 4’ - Svegel 2’ - Larigot 1 1/3’ - Cymbel II-III 1/3’ - Dulcian 8’ - Tremulant                               | Manual III korverk - Gedakt 8’ - Principal 4’ - Flöjt 4’ - Oktava 2’ |
| Pedal - Principal 16’ - Subbas 16’ - Oktava 8’ - Gedakt 8’ - Oktava 4’ - Nachhorn 2’ - Mixtur V 2 2/3’ - Fagott 16’ - Trumpet 4’                                      | Spelhjälpmedel - Unisonkoppel: I/P, II/P, III/P, II/I, III/I, III/II - Svällartrampa för svällverk - Registersvällare                                                                                |

Under 2006 renoverades orgeln. Bland annat försågs den med en orgeldator som möjliggör tusentals fria kombinationer. I orgeldatorn finns även två programmerbara registersvällare.

#### Kororgel

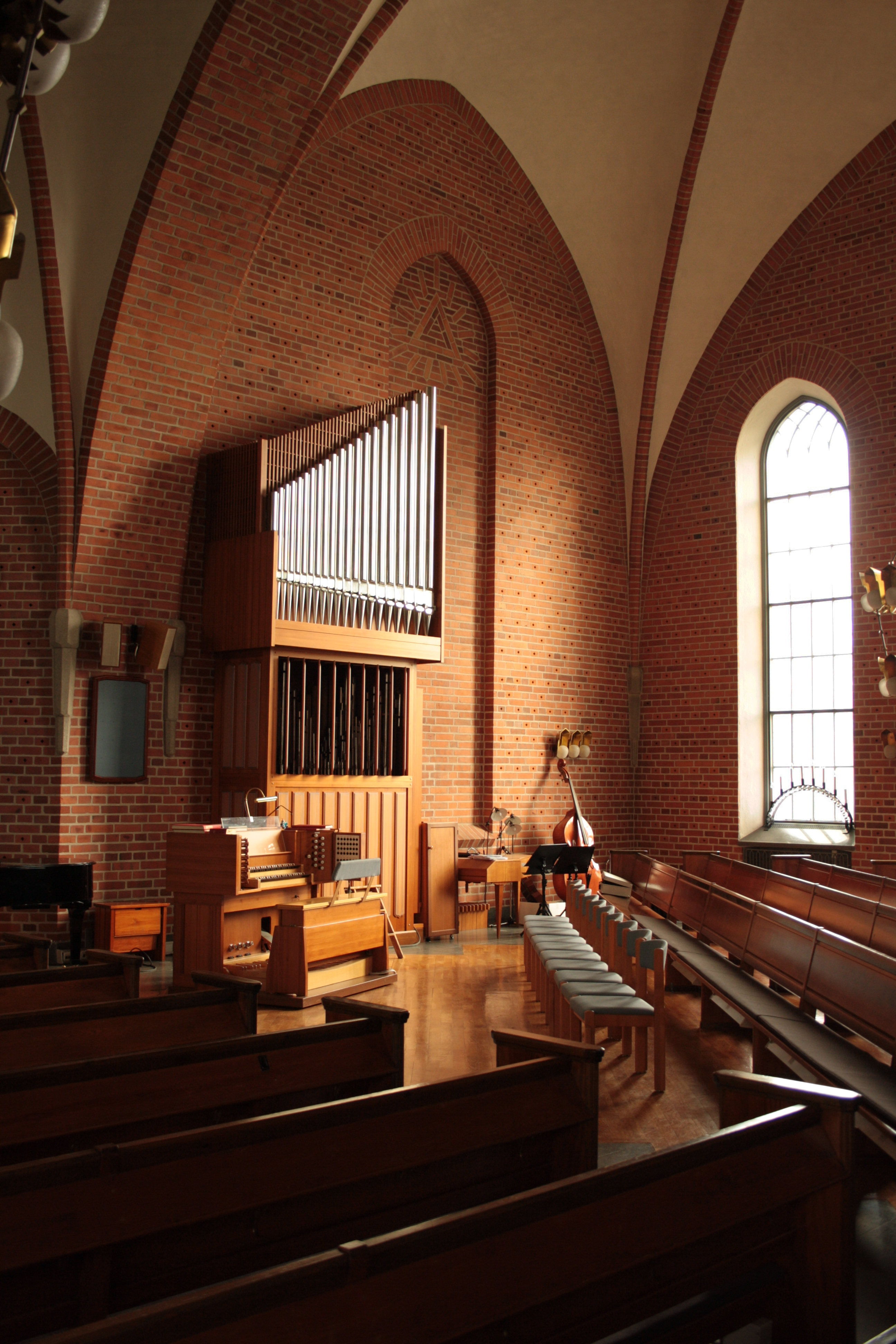
Kororgeln

År 1989 byggdes en orgel i södra korsarmen av Septimaorgel AB i Umeå med följande disposition:
| Huvudverk - Borduna 16’ - Principal 8’ - Rörflöjt 8’ - Spetsflöjt 4’ - Oktava 2’ - Mixtur 1 1/3’ 3 kor | Svällverk - Gedakt 8’ - Principal 4’ - Waldflöjt 2’ - Nasat 1 1/3’ - Krumhorn 16’ - Krumhorn 8’ - Tremulant | Spelhjälpmedel - Unisonkoppel: I/P, II/P, II/I - Superoktavkoppel för manual I |

Kororgeln är sammankopplad med läktarorgeln så att alla stämmor fritt kan disponeras på två manualer och pedal. Kyrkan har således en stor orgel med 53 stämmor fördelade på Huvudverk väster, Huvudverk söder, Svällverk väster, Svällverk söder, Bröstverk väster, Pedal väster, Korverk öster.

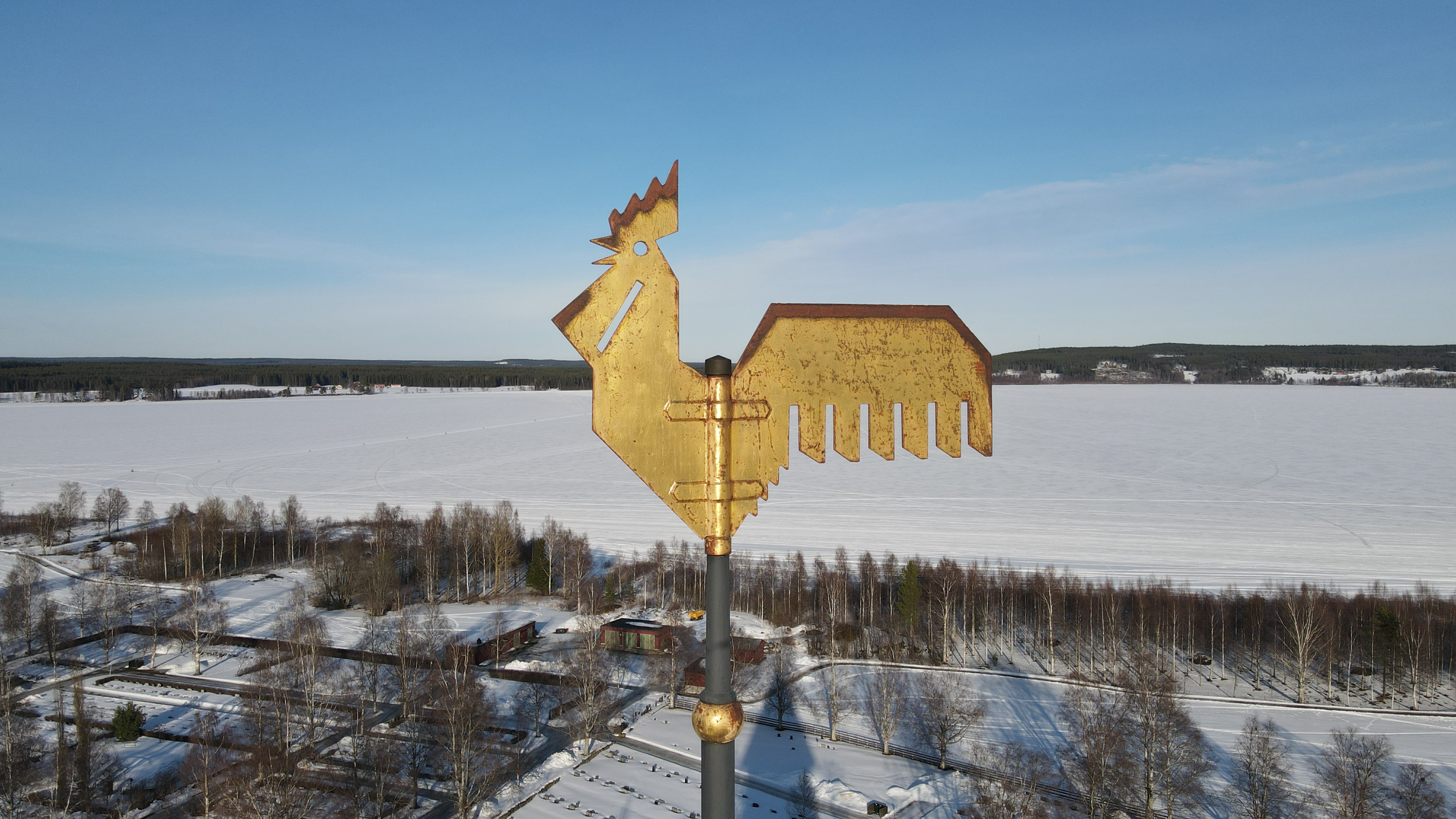
Kyrktuppen